# Paški sir
Il paški sir (letteralmente pecorino di Pago) è un formaggio croato prodotto sull'isola di Pago.
Viene riconosciuto per essere il formaggio più famoso del paese nonché il migliore della Croazia. Il paški sir viene prodotto dalla razza ovina paska Ovca e fatto stagionare per almeno quattro mesi. Il suo sapore salato è dovuto alla bora che, superando il massiccio del Velebit, trasporta la salsedine che si deposita nelle zone in cui pascolano gli ovini. Sull'isola di Pago viene tipicamente servito come antipasto assieme a prosciutto, olive e peperoncino sott'olio.